# Артти, Понтус
Понтус Каарло Артти (фин. Pontus Kaarlo Artti, до 1896 года фамилия Тегстрём швед. Tegström; 1 января 1878, Эверторнио, Великое княжество Финляндское — 30 июля 1936, Хельсинки, Финляндия) — финский дипломат, журналист и писатель; посол Финляндии в Италии (1931—1936), ранее — посол Финляндии в СССР (1927—1930).

## Биография
Родился 1 января 1878 года в Эверторнио в Великом княжестве Финляндском в шведской семье. В 1896 году сменил фамилию Тегстрём на Артти.
В 1905–1906 годах руководил Театром Тампере.
С 1910 по 1917 годы работал главным редактором газеты Turun Sanomat, а позднее перешёл на работу в Министерство иностранных дел Финляндии.
С 1927 по 1930 годы был Чрезвычайным и Полномочным Послом Финляндии в СССР, а с 1931 по 1936 годы — послом Финляндии в Италии.
Скончался 30 июля 1936 года в Хельсинки. Похоронен на кладбище Кулосаари.